# 北海道炭礦鉄道の客車
北海道炭礦鉄道の客車（ほっかいどうたんこうてつどうのきゃくしゃ）
本項では、かつて官営幌内鉄道およびそれを引き継いだ北海道炭礦鉄道に在籍した客車について記述する。いずれも、1906年（明治39年）に鉄道国有法により買収され、鉄道院所属となった。

## 概要
官営幌内鉄道および北海道炭礦鉄道に所属した客車は、開業時にハーラン・アンド・ホリングスワース(Harlan and Hollingsworth)社で製造された8両以外は、一部部材を輸入の上で、すべて自社の手宮工場および岩見沢工場で製造されている。
これらの客車はいずれも、設計当時のアメリカで一般に使用されていた客車の様式をほぼそのまま、あるいは寸法を縮小して持ち込んで製造された、開放デッキ形木製小型2軸ボギー車である。
屋根は、二等以上がモニター型のダブルルーフ、三等以下がアーチ型のシングルルーフとされており、二三等合造車では、二等室と三等室で律義に屋根形状を変えていた。
これらは車体ばかりでなく台枠も木製で、さらに台車についても、台車枠を所定の寸法にカットしたスプルース材をボルト・ナットで組み立てる構造としており、森林資源が豊富で木材価格が廉価でもあったこの時代のアメリカの国情を反映し、木材の活用が徹底していた。また、この台車は軌道に対する追従性が良好な釣り合い梁（イコライザー）式を採用し、脱線時に台車枠が大きく飛び出して破損するのを防ぐため、車体から吊り下げられたチェーンをその四隅に取り付けて連結するなど、軌道条件の良くない開拓地に適した構造が採用されているのも大きな特徴の一つである。なお、最初に輸入されたものには、直通空気ブレーキが装備されていた。
また、連結器もやはりアメリカの流儀に従って当初より自動連結器を装備しており、その取り付け高さはレール面上673mm(2ft2in)である。このため、鉄道国有化後、国鉄が連結器を自動連結器に統一することになった際には、この低い連結器高さがネックとなって本州から航送される客貨車と連結不能となり、対処が求められた。
この際、これらの客車については、新造時の床面高さが939.8mm(3ft1in)と著しく低く、連結器を据え付ける端梁の高さを変更するのが困難であったことから大部分は連結器高さの変更予定のない樺太庁鉄道へ譲渡されるが、内地に残る一部車両は台車心皿部分と側受部分にスペーサーを挿入し、床面高さを嵩上げすることで対処されている。
このように小型車であり、しかも主要部を木製として軽量でもあったことから、国有化後の1911年（明治44年）に制定された鉄道院の車両称号規程では、最軽量の「コ」級に分類された。

## 称号
北海道炭礦鉄道に所属する客車は、以下の6グループに分類され、番号を持たない特等車を除いて1から連番が付された。なお、下記のうち緩急車とあるのは、後年の荷物車のことである。
1. 特等車 : 開拓使
2. 一等車・一二等車グループ
  - 一等車
  - 一二等車
3. 二等車グループ
  - 二等車
  - 緩急車二等客車合造
4. 三等車グループ
  - 三等車
  - 二三等車
  - 緩急車三等客車合造
  - 郵便車三等客車合造
5. 郵便車・郵便緩急合造車
6. 旅客緩急車

用途を表す記号は、ひらがなが使用されており、その対照は次のとおりである。合造車は、記号を次の順番で重ねて使用する。
- 一等車 - い
- 二等車 - に
- 三等車 - さ
- 郵便車 - ゆ
- 緩急車 - り

## 特等車
- 開拓使

1880年11月、幌内鉄道の開業にあたって用意された客車の1両で、ハーラン・アンド・ホリングスワース社製の「開拓使」1両のみが存在した。
詳細は、開拓使号客車を参照されたい。

## 一等車・一二等車

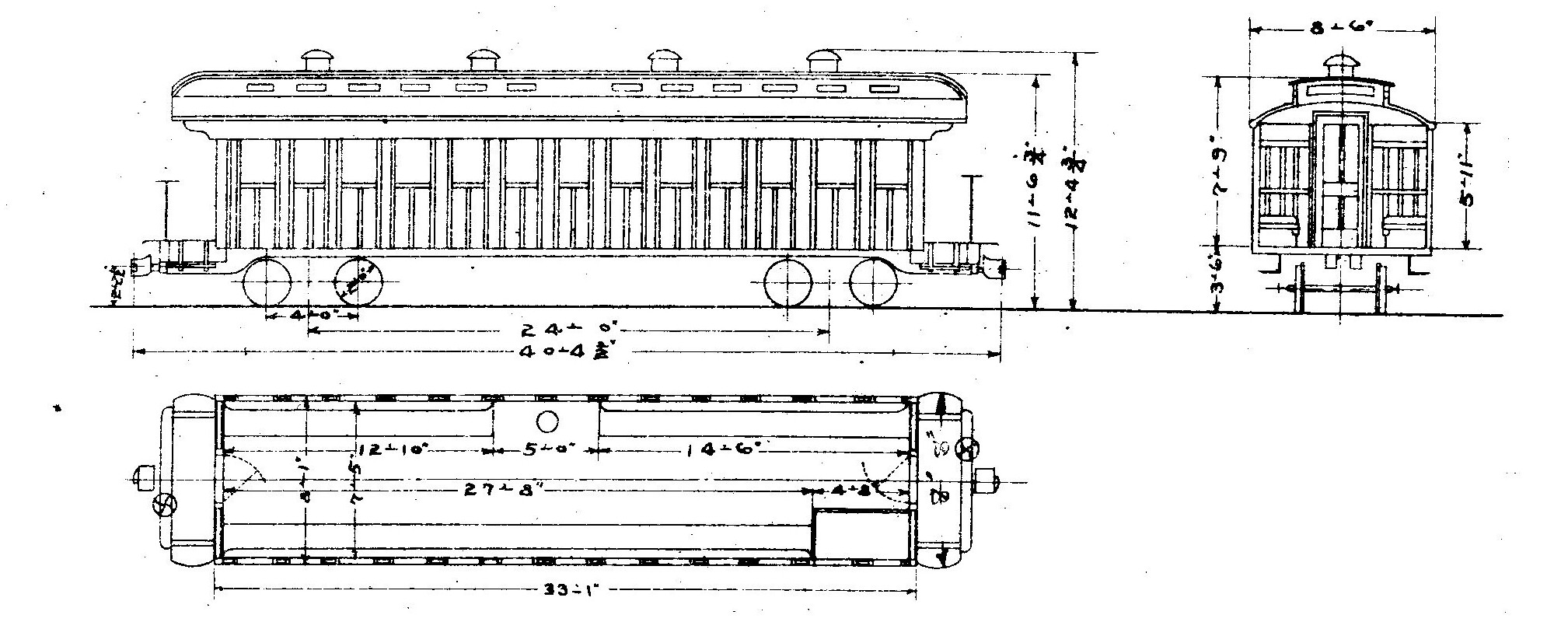
5672形形式図

一等車は1グループ2両、一二等車はいに3 - 9の7両が存在し、いに3, 4、いに5, 6、いに7、いに8, 9の4グループに分かれる。
- い1, 2

| 5670形形式図 |  | 小樽市総合博物館所蔵の「い1」 |
| 5670形形式図 |  | 小樽市総合博物館所蔵の「い1」 |

1892年（明治25年）および1893年（明治26年）手宮工場製である。このうち「い1」は、1908年（明治41年）8月7日から15日まで、韓国皇太子の北海道行啓の際、御乗用とされた経歴がある。また、1910年（明治43年）10月19日付けで、室蘭の日本製鋼所に貸し付けられ、工場完成式典の来賓輸送用として使用された。
1911年の称号規程制定では、5130形（フコイ5130, 5131）となったが、その後二等車5670形（フコロ5670, 5671）に改造された。この時点での諸元は、全長12395mm、屋根高3346mm、車体幅2591mm、定員29人(5670)、30人(5671)、自重8.00tである。座席は基本的にロングシートであるが、車内を3つに分ける形でカギ形となっている。車内前位にはトイレが設置されており、デッキには手ブレーキのハンドルがある。
フコロ5670は1928年（昭和3年）、定山渓鉄道に譲渡され、同社のコロ1として貴賓用に使用された。太平洋戦争中からは豊羽鉱山専用鉄道で通勤輸送に使用されたが、1962年（昭和37年）に廃止となった。翌年、日本国有鉄道（国鉄）に寄贈されて苗穂工場で「い1」に復元の上、北海道鉄道記念館（現在の小樽市総合博物館本館）で保存展示されている。同年、準鉄道記念物に指定され、2010年（平成22年）には鉄道記念物に昇格されている。
- いに3, 4

1891年（明治24年）、手宮工場製である。1911年の称号規程制定では、5140形（フコイロ5140, 5141）となったが、1912年（大正元年）12月に全室二等車5528形（フコロ5528, 5529）に改造された。この時点で定員は37人（冬季34人）、自重は7.80tであった。1913年（大正2年）10月1日付けで、5672形（フコロ5672, 5673）に改番された。1924年（大正13年）1月には、5673が樺太庁鉄道に移り、後の称号改正で200形（フコロ200）、1934年（昭和9年）には三等車に格下げされて240形（フコハ240）となった。
- いに5, 6

手宮工場製で1911年の称号規程制定では、5420形（フコイロ5420, 5421）となった。
1920年（大正9年）、5421は島原鉄道に売却され、同社のホロ24 → ホロハ24 → トク24となって、1956年に廃車となった。
- いに7

手宮工場製で1911年の称号規程制定では、5430形（フコイロ5430）となった。
- いに8, 9

手宮工場製で1911年の称号規程制定では、5440形（フコイロ5440, 5441）となったが、1916年（大正5年）に二三等車の5760形（フコロハ5760, 5762）に改造された。

## 二等車

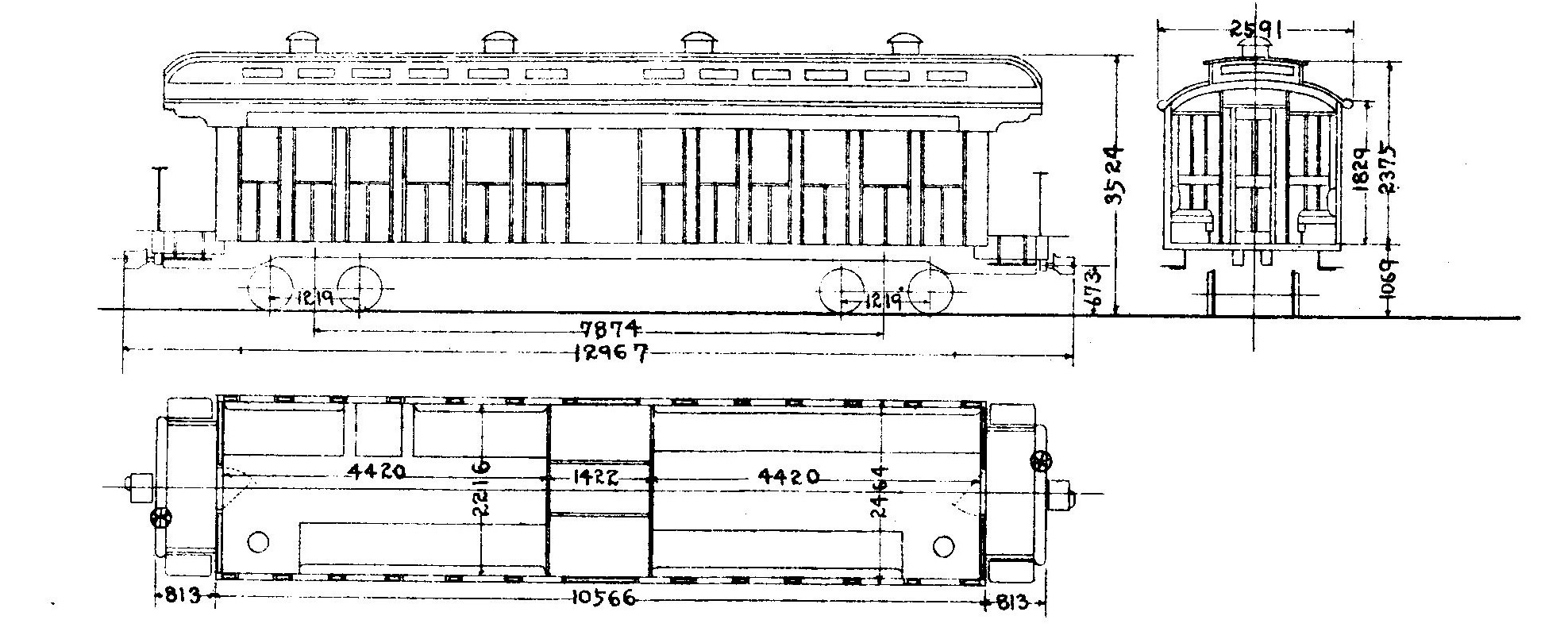
5675形形式図

に1 - 9の9両が存在し、次の3グループに分かれる。
- に1 - 4

1880年、幌内鉄道が開業用にハーラン・アンド・ホリングスワース社から輸入した8両のうちの4両である。座席はロングシート。1911年の称号規程制定では、5665形（フコロ5665 - 5668）となった。このうち、5666と5668は樺太庁鉄道に移ったとされるが、1916年に5666 - 5668が、5750形（フコロハ5750 - 5752）となったとする記録がある。
- に5, 6

1893年（明治26年）手宮工場製である。1911年の称号規程制定では、5675形（フコロ5675, 5676）となった。もとは二等荷物合造車で、1905年頃に改造されたものらしい。5675は、1924年に樺太庁鉄道に移り、フコロ205となった。
1916年に7940形（フコハ7940, 7941）となった記録がある。
- に7 - 9

1893年（明治26年）手宮工場製であるが、に1 - 4と同一設計で、1911年の称号規程制定では、同じく5665形（フコロ5669 - 5671）となった。1916年には5750形（フコロハ5753 - 5755）となったとする記録がある。
後に5669は夕張鉄道に移り、さらに北海道炭礦汽船真谷地炭鉱専用鉄道に移った。5670と5671は樺太にわたっている。

## 二三等車・三等車・三等郵便合造車・三等緩急合造車

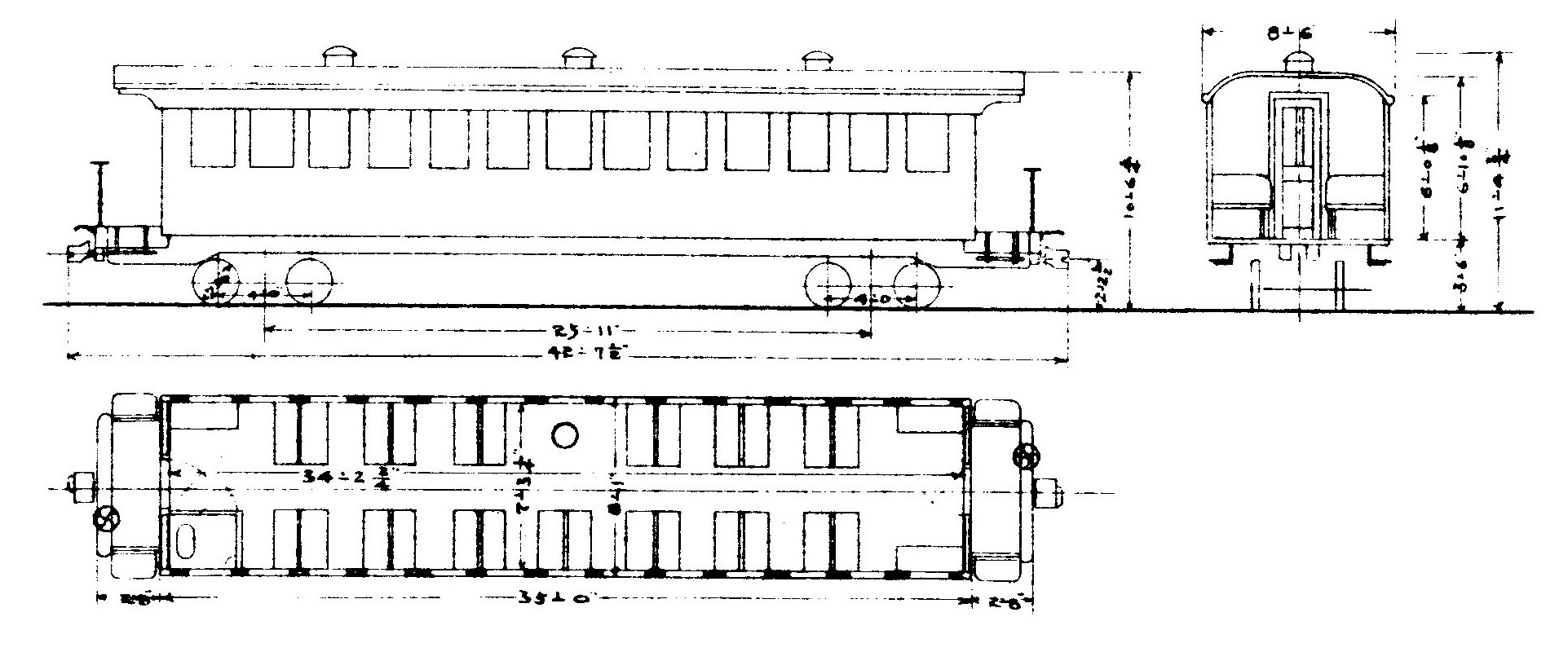
7970形形式図

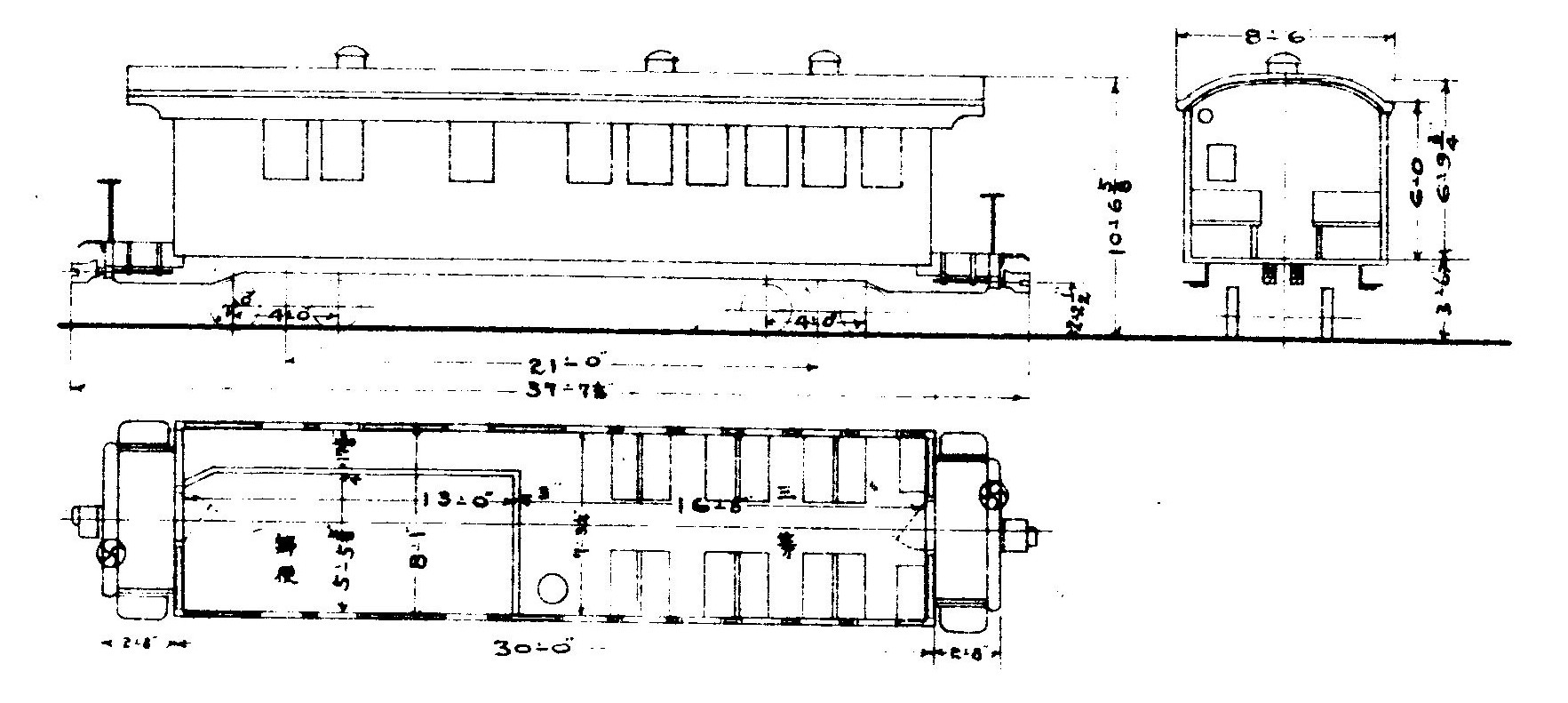
8050形形式図

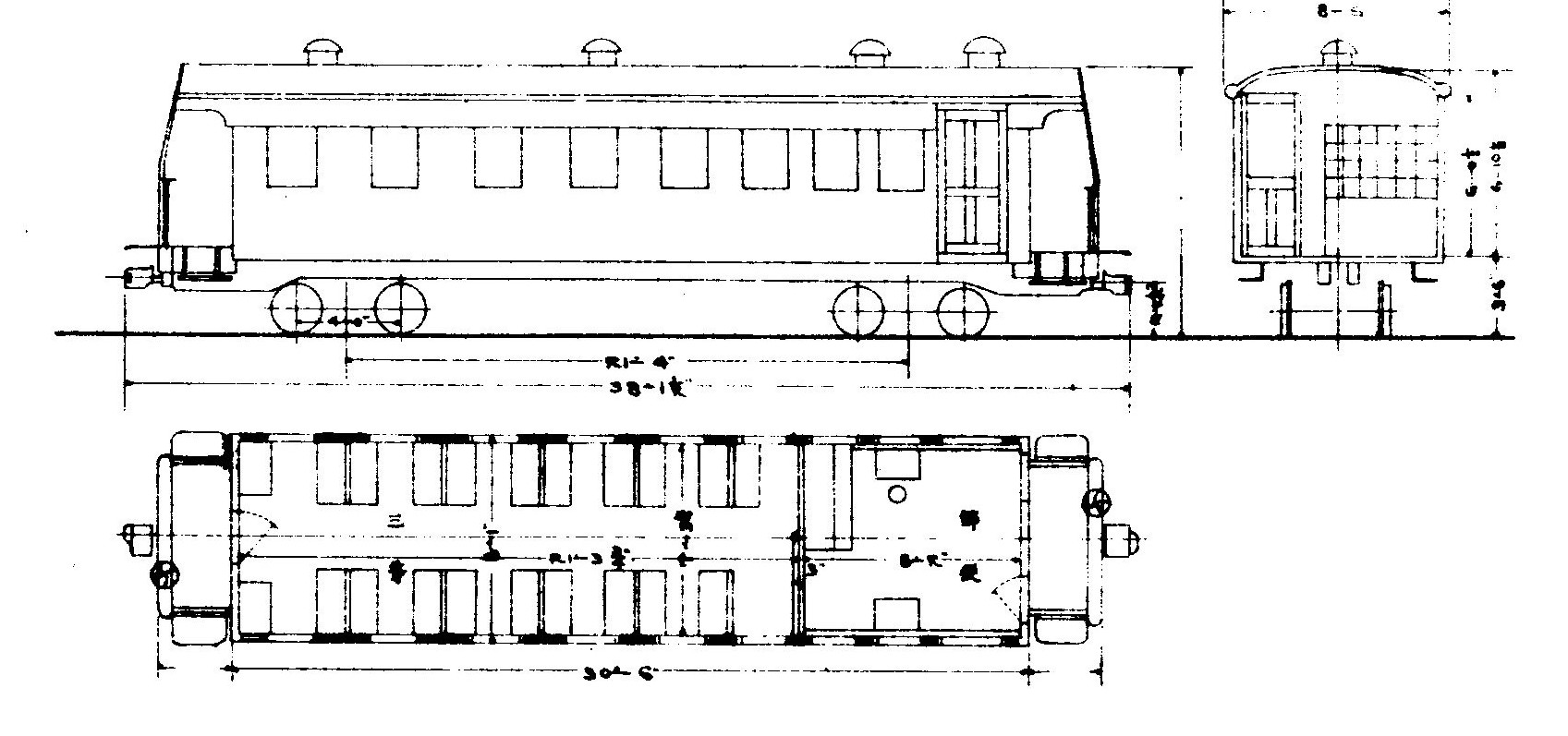
8060形形式図

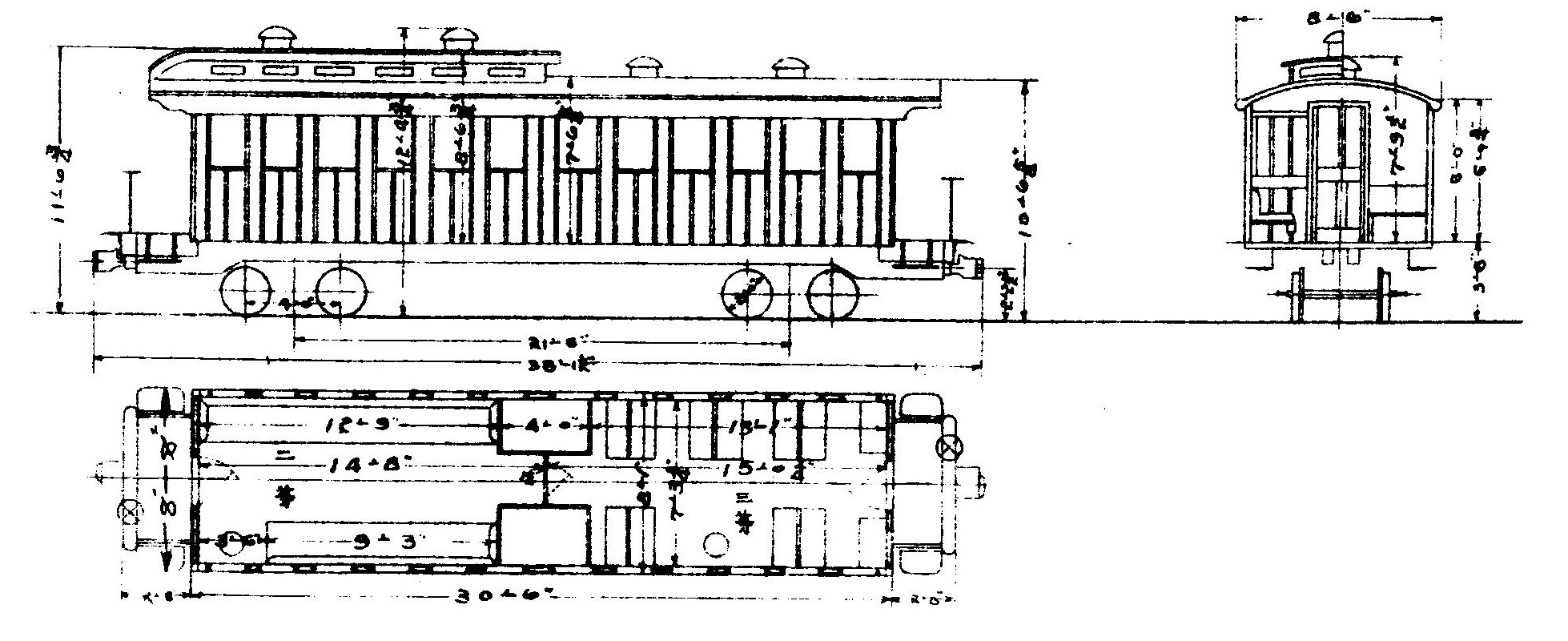
5960形形式図

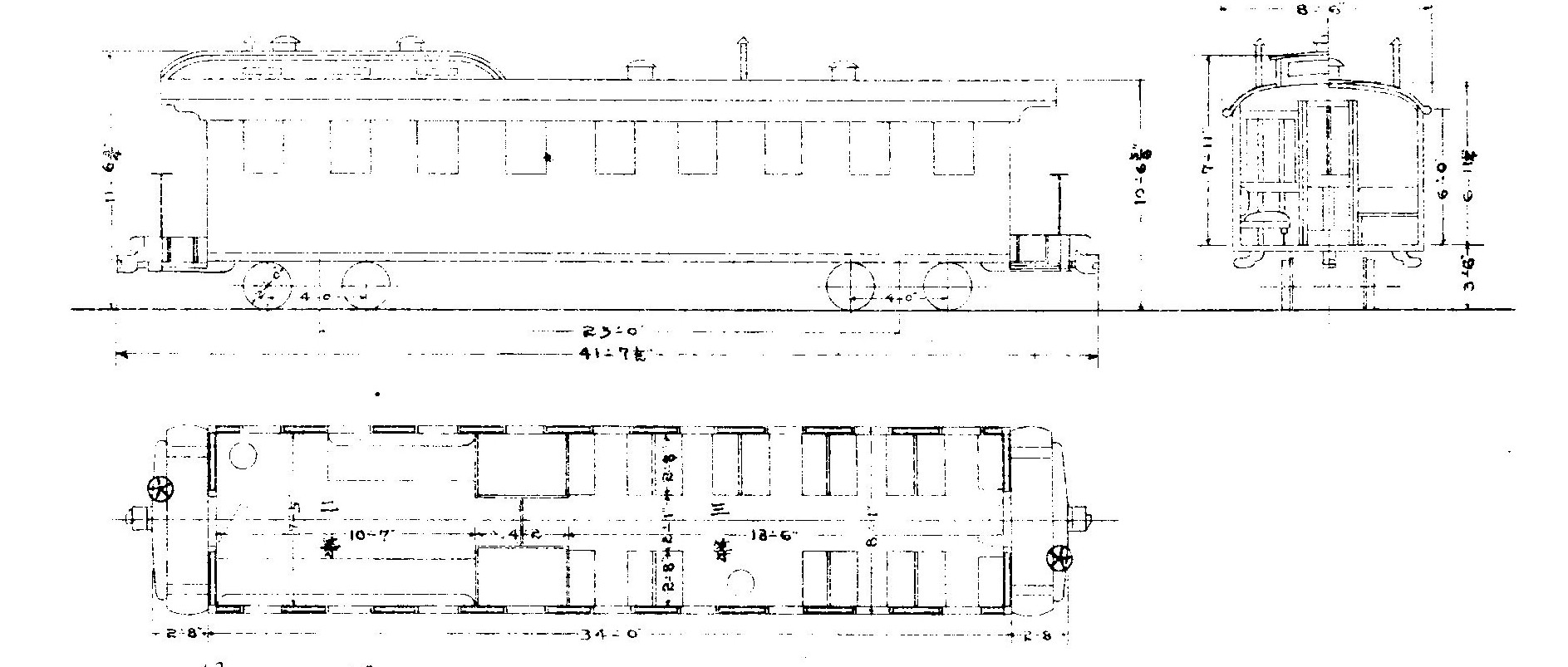
5975形形式図

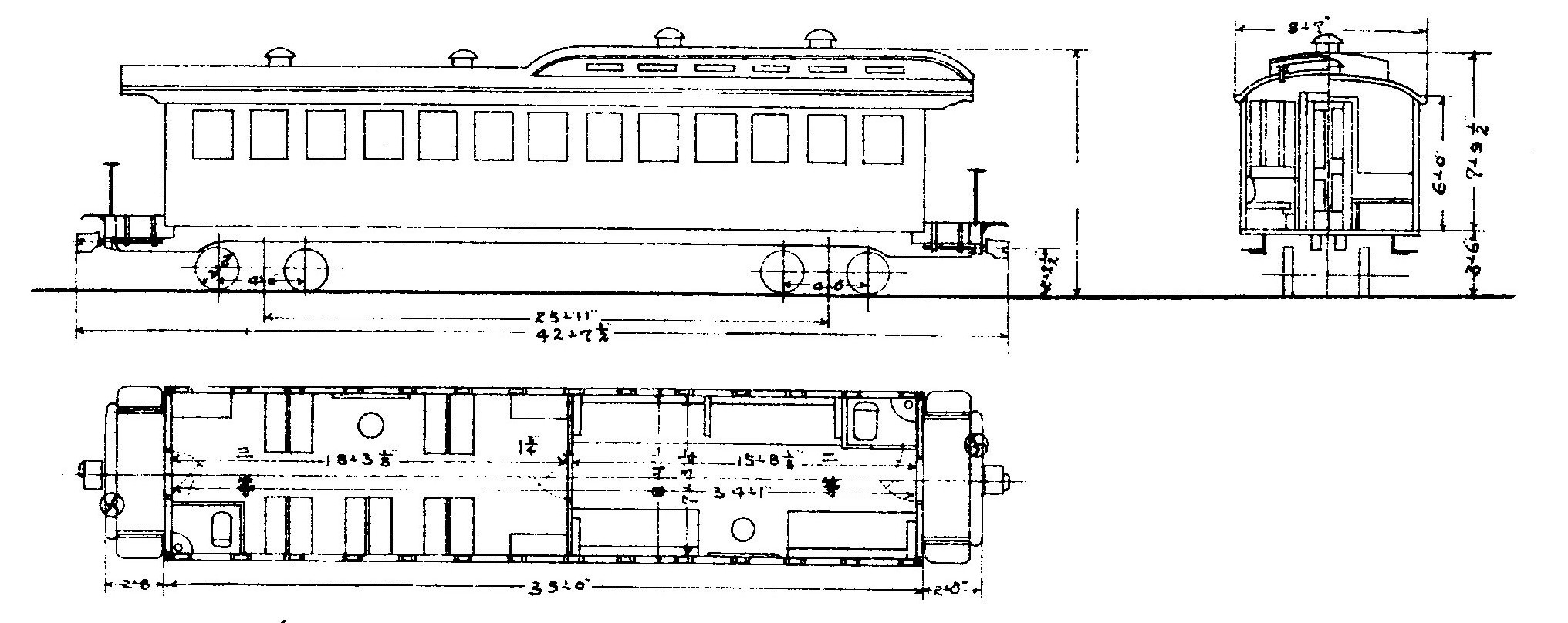
5980形形式図

- さ1 - 6, 8 - 12, 16 - 18, 22

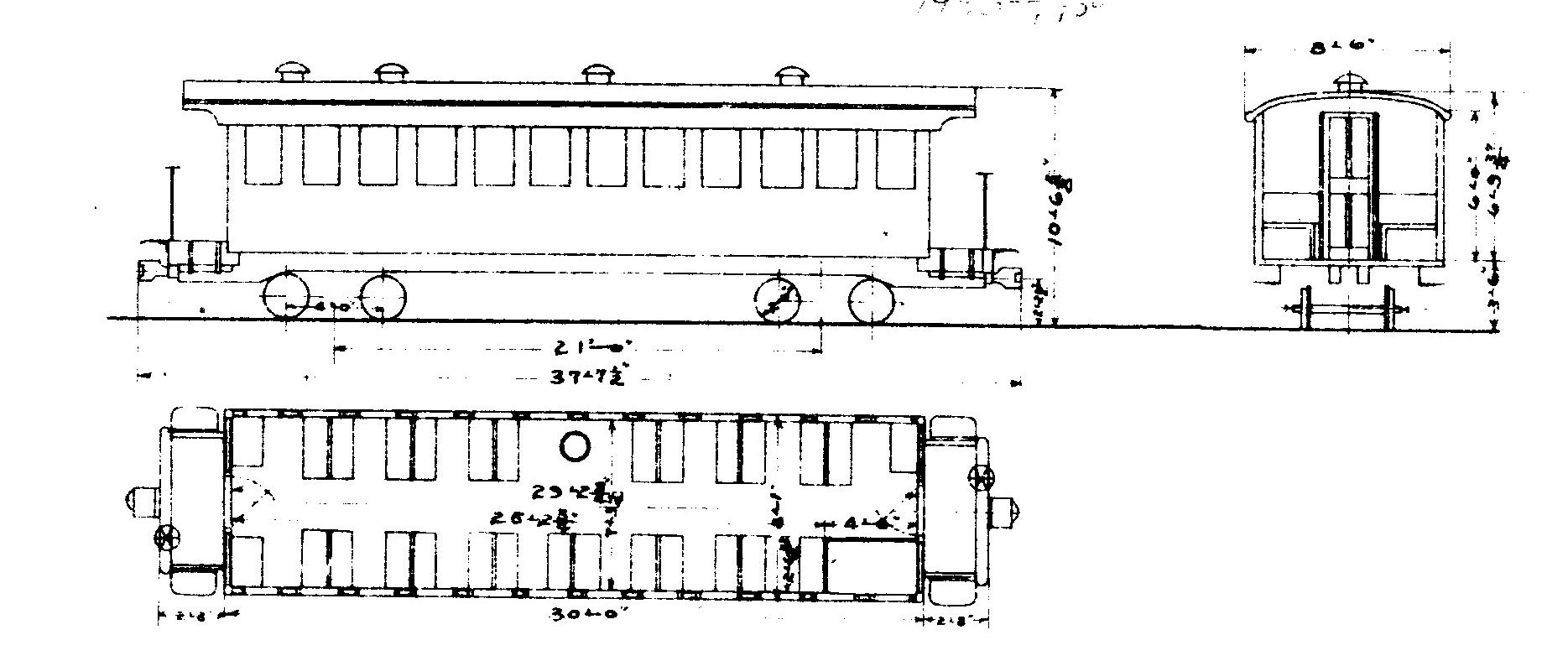
7925形形式図

1880年から1892年にかけて、手宮工場で製造された三等車で、屋根はアーチ型である。定員は57人（冬季53人）。1911年の称号規程制定では、7925形（フコハ7925 - 7939）となった。廃車は、1920年（大正9年）から1925年（大正14年）に実施されたが、このうち4両は樺太庁鉄道に移り、フコハ1 - 4、さらに250形（フコハ250 - 253）となっている。
- さ7, 19 - 21, 23, 38, 40 - 42, 47, 48, 51 - 60

| 7945形形式図 |  | 8065形形式図（7945形改造） |
| 7945形形式図 |  | 8065形形式図（7945形改造） |

1887年から1899年にかけて、手宮工場で製造された三等車で、屋根はアーチ型である。定員は56人（冬季52人）。後に7925形となったグループとは、車内設備は同等であるが、側窓の数が異なり、7925形は12枚、7945形は8枚である。1911年の称号規程制定では、7945形（フコハ7945 - 7965）となったが、さ19 - 21, 23は末尾に付番されている。1916年に7964と7965の2両が三等郵便合造車に改造され、8065形（フコハユ8085, 8086）となっている。廃車は、7963が1914年（大正3年）であった他は、1922年から1925年にかけてである。
- さ63 - 69

1902年から1904年にかけ、手宮工場で製造された三等車である。屋根はアーチ型である。従来のグループに比して車体が延長されており、その結果定員は62人（冬季58人）となった。1911年の称号規程制定では、7970形（フコハ7970 - 7976）となった。
- さり13 - 15, 29, 39, 45, 46

1891年から1898年にかけて手宮工場で製造された三等緩急合造車で、屋根はアーチ型である。後位側3分の1が荷物室となっており、定員は36人（冬季32人）である。1911年の称号規程制定では、8420形（コハニ8420 - 8426）となった。
- さゆ24 - 28, 62

1892年（明治25年）および1901年（明治34年）に手宮工場で製造された三等郵便合造車で、屋根はアーチ型である。郵便室には側廊下があり、通り抜けが可能な構造になっているのが特徴である。1911年の称号規程制定では、8050形（フコハユ8050 - 8055）となった。
- さゆ61

1899年（明治32年）に手宮工場で製造された三等郵便合造車で、屋根はアーチ型である。さゆ24等のグループとは構造が大幅に異なり、郵便室は非貫通で、側面に荷扱い用の扉が設けられている。1911年の称号規程制定では、8060形（フコハユ8060）となった。廃車は1926年（大正15年）である。
- にさ30

1893年（明治26年）9月に手宮工場で製造された二三等車である。屋根は二等室部分をモニター形、三等室部分をアーチ型とした特徴的な構造となっている。定員は二等16人（冬季13人）、三等26人（冬季22人）である。1911年の称号規程制定では、5960形（フコロハ5960）となった。1925年（大正14年）、夕張鉄道に譲渡されてコロハ1、1935年には二等廃止によりコハ1となり、1940年（昭和15年）に北炭夕張礦専用鉄道に貸し渡され、翌年譲渡された。
- にさ31, 32

1893年及び1894年に手宮工場で製造された二三等車である。屋根は二等室部分をモニター型、三等室部分をアーチ型とした構造となっている。1911年の称号規程制定では、5965形（フコロハ5965, 5966）となった。1920年（大正9年）、2両とも樺太庁鉄道に移り、フコロハ6, 7となり、後に220形（フコロハ220, 221）に改番された。1928年には220が全室三等車に改造され、265形（フコロハ265）となった。その際、屋根はアーチ型となった。
- にさ33, 34

1894年及び1895年に手宮工場で製造された二三等車である。屋根は二等室部分をモニター型、三等室部分をアーチ型とした構造となっている。本グループでは、にさ31のグループに比べて二等室が2人分小さくなり、その分三等室の定員が5人増加している。1911年の称号規程制定では、5965形（フコロハ5967, 5968）となった。1920年、2両とも樺太庁鉄道に移り、フコロハ4, 5となり、後に216形（フコロハ216, 217）に改番された。
- にさ35, 36

1896年（明治29年）手宮工場製で、1905年に三等車から改造されたグループである。そのため、屋根はすべてアーチ型となっており、前歴は「さ1」のグループであると推定される。1911年の称号規程制定では、5970形（フコロハ5970, 5971）となったが、1912年11月には樺太庁鉄道に貸し渡されて、栄町（後の豊原） - 大泊間の開業に使用された。正式な移籍は1913年（大正2年）である。樺太庁鉄道では、フコロハ1, 2となり、後に1は各室の境にトイレと洗面所が設置されたため定員が減少し、後年の改番では210形（フコロハ210）、2は212形（フコロハ212）となった。
- にさ37, 43, 44, 49, 50

1896年12月、1898年2月に手宮工場で製造された二三等車である。このグループは二等室が縮小されたため、二等室の定員が14人（冬季11人）、三等室の定員が38人（冬季34人）となっている。1911年の称号規程制定では、5975形（フコロハ5975 - 5979）となったが、1912年11月には5975が樺太庁鉄道に貸し渡されて、フコロハ3となり、さらに214形（フコロハ214）となった。同車は1923年3月に大改造が行われて屋根は全長にわたってモニター型とされ、定員も特等室20人（冬季16人）、並等室20人（冬季16人）と変わった。5978も1923年に樺太庁鉄道に移り、その後234形（フコロハ234）となっている。
- にさ70 - 72

1903年（明治36年）に手宮工場（70, 71）および岩見沢工場（72）で製造された二三等車である。このグループでは二等室が再び拡大され、定員は二等室が17人（冬季14人）、三等室30人（冬季26人）となり、各室の車端にトイレが設けられている。1911年の称号規程制定では、5980形（フコロハ5980 - 5982）となった。その後、5981は夕張鉄道に移ってコロハ2、1935年に2等廃止によりコハ2となり、一時期北炭丸田礦専用鉄道に貸し渡されたが復帰し、1949年まで使用された。

## 郵便車・郵便緩急合造車

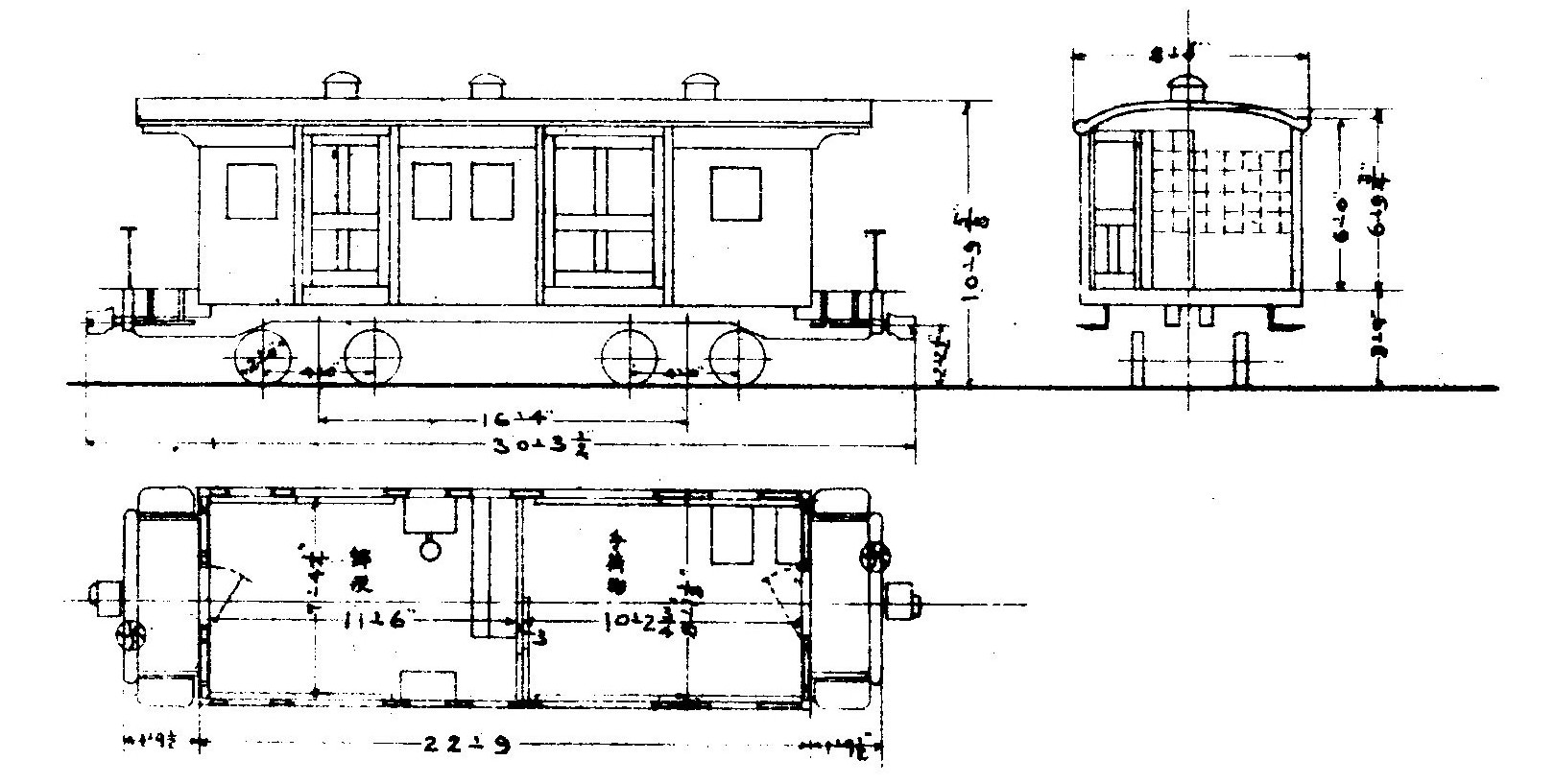
8720形形式図

- ゆ1

1893年、手宮工場製の郵便車で、旅客車に比べて全長が短く、車体中央部に両開きの荷扱い扉を設けている。1911年の称号規程制定では8645形（フコユ8645）となったが、1912年12月に郵便荷物車に改造され、8720形（コユニ8722）となった。
- ゆり2, 3

1898年、手宮工場製の郵便荷物車である。1911年の称号規程制定では8720形（コユニ8720, 8721）となった。

## 旅客緩急車

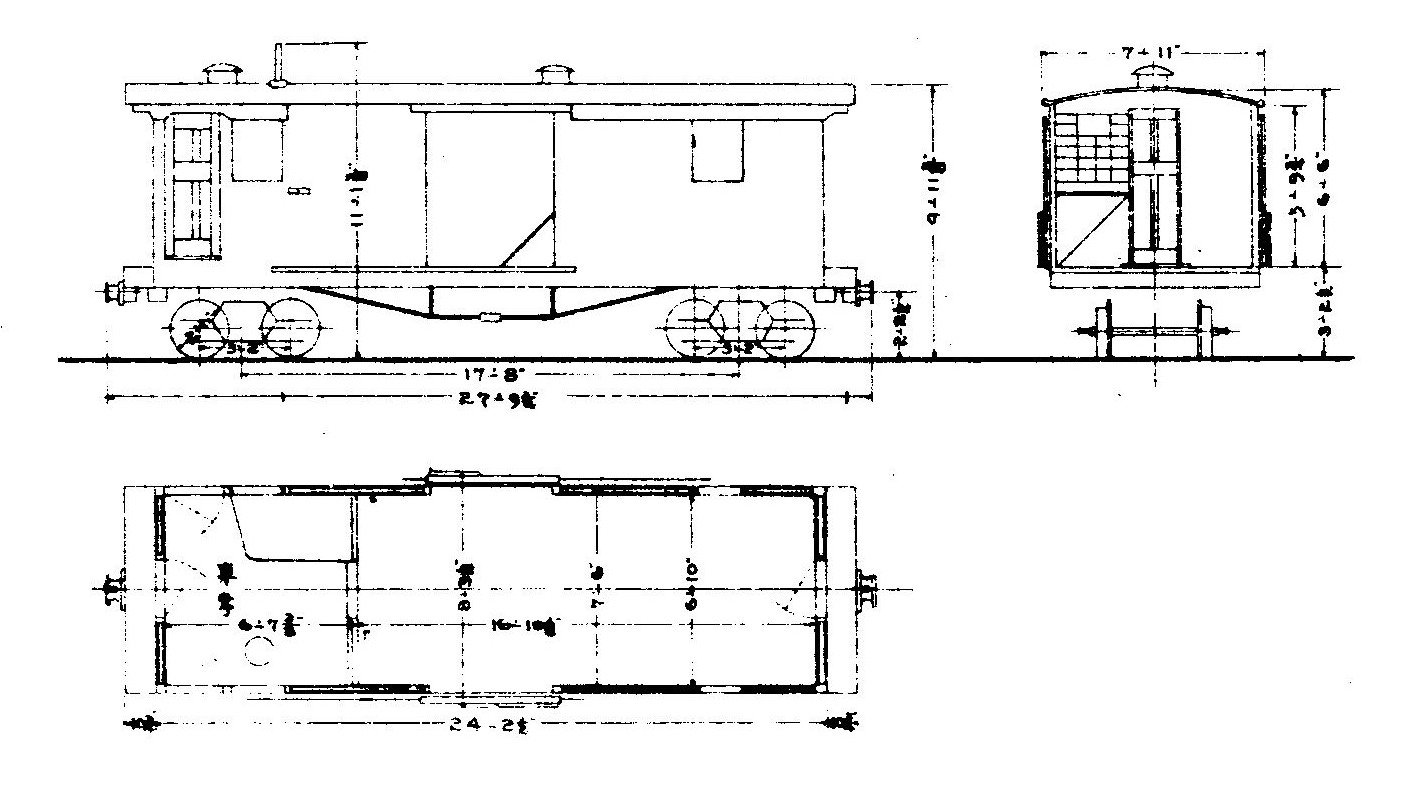
8890形形式図

- り1 - 8

1903年、手宮工場製の旅客緩急車（荷物車）である。車体は前述の郵便車等と同様に短く、一端に車掌室を設け、あとは荷物室となっている。荷物室には外付け式片開きの引戸が設けられており、貨車然としたスタイルである。1911年の称号規程制定では、8890形（コニ8890 - 8897）となった。そのうち、8895 - 8897は同年6月に樺太庁鉄道に貸し渡されたが、実際の除籍は1915年のことであった。樺太庁鉄道では、ニ1 - 3として使用され、1929年に廃車された。